# بوركهارد روست
بوركارد روست (بالإنجليزية: Burkhard Rost)‏ هو عالم ألماني يقود قسم علم الأحياء الحاسوبي والمعلوماتية الحيوية في الكلية المعلوماتية في جامعة ميونخ التقنية. (TUM). يرأس روست قسم الدراسات المعلوماتية الحيوية في ميونيخ التي تشمل جامعة ميونخ التقنية وجامعة لودفيغ ماكسيميليان في ميونخ (LMU). من 2007-2014 كان روست رئيس الجمعية الدولية لعلم الأحياء الحاسوبي (ISCB).

## حياته المهنية
بدأ روست حياته المهنية العلمية كفيزيائي نظري. بعد دراسته للفيزياء في جامعة غيسن درس التاريخ والفلسفة وعلم النفس في جامعة هايدلبرغ، حصل روست على درجة الدكتوراه في جامعة هايدلبرغ عن عمله في مختبر علم الأحياء الجزيئي الأوروبي (EMBL) في عام 1994 بعد تدريبه على الأبحاث في EMBL معهد المعلوماتية الحيوية الأوروبي (المملكة المتحدة)، في عام 1998، أصبح أستاذاً مساعداً في قسم الكيمياء الحيوية والفيزياء الحيوية الجزيئية في كلية الجراحين والأطباء في المركز الطبي لجامعة كولومبيا في مدينة نيويورك. في عام 2000، أصبح أستاذاً مشاركاً في جامعة كولومبيا، وفي عام 2009 قبل تعيينه في قسم المعلوماتية الحيوية في جامعة ميونخ التقنية. وهو عضو في أكاديمية نيويورك للعلوم، وكان رئيسًا ل ISCB بالجمعية الدولية لعلم الأحياء الحاسوبي من 2007-2014. في عام 2011 قام روست بتأليف أكثر من 200 منشور علمي باستخدام فهرس مؤشر إتش 79.

## الجوائز والتكريمات
حصل روست على جائزة ألكسندر فون هومبولت في عام 2009. وقد حصل على زمالة من ISCB في عام 2015.

## وصلات خارجية
- Rostlab web site
- Burkhard Rost at تيد (مؤتمر): Personalized health: harnessing the power of diversity TEDx)
- Alexander von Humboldt Award

| سبقه مايكل جريبسكوف | رئيس الجمعية الدولية لعلوم الأحياء الحاسوبية 2007 – 2015 | تبعه الفونسو فالنسيا |

قالب:ISCB Fellows